# 法國在台協會
法國在台協會（法語：Bureau Français de Taipei；）是法國政府於台北設立的官方代表機構，實際上行使大使館的職能，負責該國與中華民國在經濟、文教及科技等方面的雙邊關係和交流、處理法國簽證的核發及在台法國僑民的服務，並兼當法台之間的政治對話管道:p8。協會的最高負責人稱作主任（Directeur），為事實上的法國駐台大使。

## 歷史

### 法國駐台機構歷史
法國在台灣的代表機構原為1950年隨國府遷台而復設的法國駐中華民國大使館，初代館址位於台北市新生南路97巷24號。1953年公使銜參事賈棠（Georges Cattand）到任並代理大使館館長，該年起大使館館址遷移至臨沂街14巷4號，並接受比利時委託開始兼辦比利時駐台北領事館業務，直至1955年3月止。1964年，法國戴高樂政府宣布與中華人民共和國建交，並終止了其和中華民國的外交關係。
1978年10月，法國於斷交十餘年後，方在台設立「法亞貿易促進會」（FATPA）推廣台法經貿關係。1980年，法國外交部亦以非官方名義於台北市設立「法國文化科技中心」（Association française pour le Développement culturel et scientifique en Asie；），負責台法文化科技及高等教育的往來，對上則隸屬於香港的法國駐港澳總領事館。除了此兩座法國駐台機構外，法方又在1985年9月時成立了簽證機構，辦理台人赴法簽證:p8。

### 協會成立後沿革
1989年2月22日，法國政府為加強台法雙邊關係，而以美國在台協會為參考先例:p4，在法國文化科技中心駐台主任戴維藝策動下將該中心名稱更名為「法國在台協會」，最初的辦事處址設在台北市新生南路與仁愛路路口的大樓內:p9。法國在台協會創會後，適逢台法關係因六四天安門事件、台灣日益民主化、軍事採購（如拉法葉艦）等因素而密切化:p5。1993年2月1日，法亞貿易促進會、旅遊簽證組改與法國在台協會合署辦公，後來均納入其下，使整併後的法國在台協會成為歐洲諸國駐台機構中組織人員最具規模者。1995年5月起，法國在台協會對中華民國國民核發申根共同簽證。
2011年6月8日，法國在台協會為了因應法國外交部新成立的文化推廣部門「法國協會」，而將創會之初所使用的法語會名改為，但中文會名不做更動。2021年2月，為整合法國駐台機構分散於台北各地的情形 ，法國在台協會由原本僑福商業大樓遷入台北10139樓A室的新館址辦公，2月23日重新對外開放。
為了讓台灣人看到不一樣的法國，法國在台協會與文化部每年合辦「思辨之夜 La Nuit des Idées」，也與台灣 Podcast 製作公司「鬼島之音」合作，推出涵蓋電影、文學、社會議題等面向的 Podcast 節目，把法國文化說給台灣人聽。

## 下轄部門
法國在台協會之內轄有如下部門：
- 新聞暨公關處（Service presse et communication）：負責關察台灣時局、提供台灣民眾從各方面了解法國的管道、維護協會官網。
- 學術合作暨文化處（Service de coopération et d’action culturelle）：負責推動台法文教、科學交流，處內包含了法國在台協會轄下的「法國教育中心」（Espace CampusFrance Taiwan），合作對象則有台灣法國文化協會（法语：Alliance française de Taïwan）等其他法國駐台機構。
- 行政處（Secrétariat Général）：負責行政事務、在台法僑相關服務、核發簽證。
- 經濟處（Service Economique）：負責分析台灣財經情勢、輔助法商外貿和在台協會商務處業務，內設有法國政府投資部（法语：Agence française pour les investissements internationaux）的台北辦事處[17]。
- 商務處（Mission économique Ubifrance）：為法國企業國際發展局（英语：Ubifrance）的駐台辦事處，提供法國企業在台開拓市場時所需之服務[18]。

## 歷屆主任
| 姓名          | 圖像 | 任期                     | 備註                                                                                                   |
| ------------- | ---- | ------------------------ | --- |
| 孟毅 （）     |      | 1989年2月22日－1993年1月 | 退休後到任，赴台前為駐寮國大使                                                                         |
| 雷歐 （Jean-Paul Réau）     |      | 1993年1月8日－1997年6月  | 第一位以現職外交官身分到任的法國在台協會主任:p10                                                       |
| 史鼐 （）     |      | 1997年－2000年:p12       | |
| 羅蘭 （）     |      | 2000年－2005年:p12       | |
| 潘柏甫 （）   |      | 2005年－2008年           | 曾任駐雪梨總領事 離台後擔任駐英國大使館一等參事、駐柬埔寨大使                                          |
| 包美城 （）   |      | 2008年9月－2011年        | 自法國駐汶萊大使位上離任後赴台到任                                                                     |
| 歐陽勵文 （） |      | 2011年11月－2015年9月    | 曾任法國駐尚比亞及馬拉威大使、 駐東部和南部非洲共同市場特別代表等外交職務 離台後擔任法國駐華大使館公使 |
| 紀博偉 （Benoît Guidée）   |      | 2015年9月－2019年9月     | 曾任法國外交部長洛朗·法比尤斯顧問 離任後擔任駐上海總領事                                               |
| 公孫孟 （）   |      | 2019年9月－2023年8月     | 曾任駐多倫多總領事                                                                                     |
| 龍燁 （）     |      | 2023年8月－              | 曾任法國總統馬克宏外交顧問                                                                             |